# Solen haver sig ifrån oss vänt
Solen haver sig ifrån oss vänt (tyska: Der tag ist hin, der Sonnen Glantz) är en tysk aftonpsalm skriven av teologen Johannes Rist och består av 13 verser. Psalmen översattes till svenska av biskopen Haquin Spegel.

## Publicerad i
- Göteborgspsalmboken 1650 under rubriken "Afton Loffsånger".[2]
- Den svenska psalmboken 1694 som nummer 427 under rubriken "Morgon och Afton Psalmer".
- 1695 års psalmbok som nummer 366 under rubriken "AftonPsalmer".[1]